# Renfe Alvia

Las secciones de los servicios ferroviarios de alta velocidad que circulan por vías convencionales están resaltadas en rojo y las que circulan por vías de alta velocidad son azules.

Renfe Alvia es una marca del operador público español Renfe Viajeros que incluye servicios ferroviarios para el transporte de pasajeros de larga distancia y alta velocidad. Dichos servicios se caracterizan por recorrer trayectos que combinan tramos de líneas de alta velocidad (en ancho estándar) con tramos de líneas convencionales, a menor velocidad, sobre vías de ancho ibérico. Para posibilitar lo anterior de manera rápida, los trenes destinados a los servicios Alvia tienen un sistema de cambio de ancho integrado, por el cual pueden recorrer trayectos sobre ambos tipos de vía, cambiando de ancho sobre la marcha tras su paso por infraestructuras especializadas.
Una de las ventajas del Alvia es permitir que las ciudades que no disponen de alta velocidad se beneficien de una importante reducción en los tiempos de viaje. Los trenes Alvia circulan a una velocidad máxima de 250 km/h en líneas de ancho internacional y a una velocidad máxima de 220 km/h en líneas ancho convencional. El servicio se realiza con trenes de las series 120, 130, 730 y 121.

## Historia

### Cambio de ancho
En 1988 se tomó la decisión de que las nuevas líneas tendrían ancho europeo, en contraste con el ancho ibérico utilizado hasta entonces. Esto afectó al Nuevo Acceso Ferroviario a Andalucía, ya en construcción, que pasó a ser una isla ferroviaria como línea de alta velocidad Madrid-Sevilla. Esto impedía que, como se preveía en un inicio, el resto de trenes entre Madrid y Andalucía pudieran utilizar la línea en parte de su recorrido, una forma de explotación habitual en las líneas de alta velocidad de otros países.
En 1993, un año después de la apertura de la línea de alta velocidad Madrid-Sevilla, se comenzaron a ofertar los primeros trenes que continuaban más allá de la línea de alta velocidad en la relación Madrid-Málaga. Se encargó una serie de trenes Talgo a efecto, siendo el desarrollo de la tecnología de cambio de ancho sencillo, ya que los Talgo ya la utilizaban en sus líneas internacionales que se adentraban en Francia.
Durante más de una década las composiciones Talgo se encargaron de todo este tipo de servicios con el problema de que, al no disponer de locomotoras de rodadura desplazable, es necesaria una compleja maniobra en el cambiador de ancho, en el que se retira la locomotora, se hace pasar la composición y se acopla otra locomotora en el nuevo ancho. Renfe Operadora encargó nuevos trenes que superaran este problema pudiendo pasar completos por un cambiador sin necesidad de realizar maniobras y ni siquiera detenerse, la serie 120.

### Nacimiento del Alvia
Estos nuevos trenes, y con ellos el servicio Alvia, comenzaron a funcionar en 2006 al inaugurarse el primer tramo de la línea de alta velocidad Madrid-Zaragoza-Barcelona-Frontera francesa y el cambiador de ancho de Puigvert de Lérida. Sustituyeron a la casi totalidad de los trenes Altaria que unían Madrid y Barcelona.
En otoño de 2007 se recibieron las primeras cabezas motoras de la segunda serie Alvia, la serie 130. Estos trenes utilizan las composiciones de coches Talgo que por vía convencional se utilizaban en los recorridos entre Madrid, Oviedo y Gijón; y Alicante, Oviedo y Gijón, de forma que los servicios Altaria y Talgo que cubrían estas relaciones se rebautizaron como Alvia. Con la apertura de la línea de alta velocidad Madrid-Segovia-Valladolid unos meses después, estos últimos servicios comenzaron a circular por la misma cambiando de ancho en Valdestillas o Valladolid. Al inaugurarse la línea de alta velocidad entre Valladolid, Palencia y León, en septiembre de 2015, los Alvia Madrid-Gijón hacen el cambio de ancho en León, para seguir a Asturias por la vía de ancho ibérico. 
Conforme se fueron recibiendo más cabezas tractoras de la serie 130 se establecieron nuevas relaciones Alvia a través de esta línea con destino Santander (uno desde Alicante), Bilbao y Hendaya.
El 20 de febrero de 2008 se puso en servicio el tramo entre el cambiador de ancho de Roda de Bará y Barcelona-Sants, por lo que los Alvia Madrid-Barcelona dejaron de circular en esta línea para ser sustituidos por trenes AVE, pasando los trenes de la serie 120 a circular en las relaciones Madrid-Logroño, Madrid-Pamplona y Madrid-Hendaya, antes cubiertas por Altaria, aprovechando parte de la nueva línea de alta velocidad Madrid-Zaragoza-Barcelona-Frontera francesa.

### Expansión a nuevos destinos
Posteriormente, son varios los servicios que también son convertidos en Alvia al comenzar a utilizar alguna de las líneas de alta velocidad ya existentes. El 15 de septiembre de 2008 los trenes de la serie 120 comenzaron a cubrir el nuevo servicio Alvia desde Barcelona Sants hasta Vigo y un día más tarde en sentido inverso. A partir del día 14 de diciembre de 2008 se ponen en servicio los trenes Alvia entre Barcelona-Bilbao y Barcelona-San Sebastián-Irún, y el 14 de junio de 2009 se ponen en marcha los servicios Alvia entre Madrid-Huelva y Madrid-Cádiz.
El 17 de junio de 2012 los Alvia llegan a Galicia. Los trenes de la serie 730 de Renfe, capaces de circular por todos los tipos de vías, incluyendo las no electrificadas, redujeron el tiempo de viaje entre Madrid y Galicia utilizando la línea directa por Zamora.
El 12 de julio de 2013 se puso en servicio el Alvia Picasso, formado por una Renfe 252 + 18 remolques de TH7 en el caso de los nocturnos que circulan los viernes de Bilbao a Málaga y el domingo en recorrido inverso. Además, los diurnos desde Abando circulan los martes y jueves y en sentido inverso los miércoles y viernes formado por la locomotora Renfe 252 + Ramas de Talgo 7. En 2018, los trenes de la serie 730 comenzaron a prestar también servicio en la línea entre Madrid y Cartagena, desapareciendo con la llegada del AVE a Murcia en 2022 y sustituidos por un enlace con Renfe Proximidad.
El 18 de julio de 2022 el Alvia llega a Extremadura. Con los trenes de la serie 730 y la apertura parcial de la línea de alta velocidad Madrid-Extremadura, el tiempo de viaje entre la capital de España y Badajoz, por vía no electrificada, quedó en 4 horas y 18 minutos, competitivo contra el vehículo privado.

## Explotación comercial
Los servicios de larga distancia especialmente diseñados para explotar las líneas de alta velocidad españolas, los trenes AVE, por el momento, no pueden continuar por las líneas convencionales debido a la diferencia de ancho de vía y tensión de catenaria existente. Para solucionar esta falta de continuidad, los trenes Alvia están específicamente diseñados para poder salir de las nuevas líneas y continuar por las líneas convencionales, a cambio de una menor velocidad punta, 250 km/h en lugar de 300km/h que alcanza el AVE en servicio comercial. Esto ha permitido que muchas ciudades españolas que no disponen de alta velocidad se beneficien de una importante reducción en los tiempos de viaje. Se utilizan automotores eléctricos que no necesitan detenerse para pasar por el cambiador de ancho y evitan maniobras.
De precio medio-alto entre los servicios de larga distancia, ofrecen asientos de clase turista y confort. Dispone de controles de acceso, acceso adaptado a personas de movilidad reducida y cafetería (excepto Alvia Madrid-Salamanca).

## Servicios comerciales
Desde el 9 de junio de 2025
| Origen                                       | Paradas | Destino                            | Frecuencias                                                 | Mejor duración (entre origen y destino) | Duración total (todas las paradas) | Observaciones  |
| Corredor Norte                               | Corredor Norte | Corredor Norte                     | Corredor Norte                                              | Corredor Norte                          | Corredor Norte                     | Corredor Norte |
| -------------------------------------------- | --- | ---------------------------------- | ----------------------------------------------------------- | --------------------------------------- | ---------------------------------- | -------------- |
| Madrid - Chamartín - Clara Campoamor         | Segovia - Guiomar · Valladolid - Campo Grande · Burgos - Rosa Manzano · Miranda de Ebro · Llodio | Bilbao - Abando - Indalecio Prieto | 2 trenes L-S y 1 tren D por sentido                         | 4 horas y 40 minutos                    | 4 horas y 40 minutos               |                |
| Madrid - Chamartín - Clara Campoamor         | Segovia - Guiomar · Valladolid - Campo Grande · Burgos - Rosa Manzano · Miranda de Ebro · Vitoria · Zumárraga · Tolosa · San Sebastián | Irún                               | 2 trenes diarios por sentido                                | 5 horas y 38 minutos                    | 6 horas y 49 minutos               |                |
| Madrid - Chamartín - Clara Campoamor         | Valladolid - Campo Grande · Palencia · Aguilar de Campoo · Reinosa · Torrelavega | Santander                          | 2 trenes L-S y 1 tren D por sentido                         | 4 horas y 20 minutos                    | 4 horas y 20 minutos               |                |
| Madrid - Chamartín - Clara Campoamor         | Valladolid - Campo Grande · Palencia · León · Pola de Lena · Oviedo | Gijón                              | 1 tren L-S por sentido                                      | 3 horas y 57 minutos                    | 3 horas y 57 minutos               |                |
| Madrid - Chamartín - Clara Campoamor         | Valladolid - Campo Grande · Palencia · León · Mieres · Oviedo | Avilés                             | 1 tren D-V por sentido                                      | 3 horas y 56 minutos                    | 3 horas y 56 minutos               |                |
| Madrid - Chamartín - Clara Campoamor         | Medina del Campo AV · Zamora · Sanabria AV · La Gudiña - Puerta de Galicia · Orense · Monforte de Lemos · Sarria | Lugo                               | 1 tren diario por sentido                                   | 4 horas y 31 minutos                    | 4 horas y 31 minutos               |                |
| Madrid - Puerta de Atocha - Almudena Grandes | Guadalajara - Yebes · Calatayud · Tudela · Alfaro · Rincón de Soto · Calahorra | Logroño                            | 1 tren diario por sentido                                   | 3 horas y 28 minutos                    | 3 horas y 28 minutos               |                |
| Madrid - Puerta de Atocha - Almudena Grandes | Guadalajara - Yebes · Calatayud · Tudela · Castejón de Ebro · Tafalla | Pamplona                           | 4 trenes D-V y 2 trenes S por sentido                       | 3 horas y 2 minutos                     | 3 horas y 35 minutos               |                |
| Corredor Sur                                 | |                                    |                                                             |                                         |                                    |                |
| Madrid - Puerta de Atocha - Almudena Grandes | Ciudad Real · Puertollano · Córdoba · Sevilla - Santa Justa · Jerez de la Frontera · El Puerto de Santa María · San Fernando - Bahía Sur | Cádiz                              | 4 trenes L, J, V, D y 3 trenes M, X y S diarios por sentido | 4 horas y 24 minutos                    | 4 horas y 40 minutos               |                |
| Madrid - Puerta de Atocha - Almudena Grandes | Córdoba · La Palma del Condado | Huelva                             | 1 tren diario por sentido                                   | 3 horas y 57 minutos                    | 3 horas y 57 minutos               |                |
| Madrid - Puerta de Atocha - Almudena Grandes | Córdoba · Antequera AV · Granada · Guadix | Huércal - Viator                   | 1 tren diario por sentido                                   | 6 horas y 53 minutos                    | 6 horas y 53 minutos               |                |
| Madrid - Puerta de Atocha - Almudena Grandes | Ciudad Real · Puertollano · Córdoba · Antequera - Santa Ana · Ronda · San Roque - La Línea | Algeciras                          | 1 tren diario por sentido                                   | 5 horas y 32 minutos                    | 5 horas y 32 minutos               |                |
| Corredor Oeste                               | |                                    |                                                             |                                         |                                    |                |
| Madrid - Chamartín - Clara Campoamor         | Madrid - Atocha Cercanías · Leganés · Torrijos · Talavera de la Reina · Oropesa de Toledo · Navalmoral de la Mata · Monfragüe - Plasencia · Plasencia · Cáceres · Mérida · Montijo | Badajoz                            | 3 trenes L-V y 2 trenes S y D por sentido                   | 4 horas y 18 minutos                    | 4 horas y 35 minutos               |                |
| Madrid - Chamartín - Clara Campoamor         | Segovia - Guiomar · Medina del Campo AV | Salamanca                          | 4 trenes L-V y 3 trenes S y D por sentido                   | 1 hora y 40 minutos                     | 1 hora y 40 minutos                |                |
| Barcelona - Norte                            | |                                    |                                                             |                                         |                                    |                |
| Barcelona - Sants                            | Campo de Tarragona · Lérida - Pirineos · Zaragoza - Delicias · Tudela · Castejón de Ebro · Calahorra · Logroño · Haro · Miranda de Ebro | Bilbao - Abando - Indalecio Prieto | 1 tren diario por sentido                                   | 6 horas y 46 minutos                    | 6 horas y 46 minutos               |                |
| Barcelona - Sants                            | Campo de Tarragona · Lérida - Pirineos · Zaragoza - Delicias · Tudela · Castejón de Ebro · Tafalla · Pamplona · Alsasua · Zumárraga | San Sebastián                      | 1 tren diario por sentido                                   | 6 horas y 21 minutos                    | 6 horas y 21 minutos               |                |
| Barcelona - Oeste                            | |                                    |                                                             |                                         |                                    |                |
| Barcelona - Sants                            | Campo de Tarragona · Lérida - Pirineos · Zaragoza - Delicias · Tudela · Castejón de Ebro · Pamplona · Vitoria · Miranda de Ebro · Burgos - Rosa Manzano · Valladolid - Campo Grande · Medina del Campo AV | Salamanca                          | 1 tren diario por sentido                                   | 9 horas y 1 minuto                      | 9 horas y 1 minuto                 |                |
| Barcelona - Noroeste                         | |                                    |                                                             |                                         |                                    |                |
| Barcelona - Sants                            | Campo de Tarragona · Lérida - Pirineos · Zaragoza - Delicias · Tudela · Castejón de Ebro · Tafalla · Pamplona · Vitoria · Miranda de Ebro · Burgos - Rosa Manzano · Palencia · León · Astorga · Bembibre · Ponferrada · El Barco de Valdeorras · La Rúa - Petín · San Clodio - Quiroga · Monforte de Lemos · Orense · Santiago de Compostela          | La Coruña                          | Ida: 1 tren L-M-J-S Vuelta: 1 tren M-X-V-D                  | 13 horas y 19 minutos                   | 13 horas y 19 minutos              |                |
| Barcelona - Sants                            | Campo de Tarragona · Lérida - Pirineos · Zaragoza - Delicias · Tudela · Castejón de Ebro · Tafalla · Pamplona · Vitoria · Miranda de Ebro · Burgos - Rosa Manzano · Palencia · León · Astorga · Bembibre · Ponferrada · El Barco de Valdeorras · La Rúa - Petín · San Clodio - Quiroga · Monforte de Lemos · Orense · Guillarey · Porriño · Redondela | Vigo - Guixar                      | Ida: 1 tren X-V-D Vuelta: 1 tren L-J-S                      | 13 horas y 46 minutos                   | 13 horas y 46 minutos              |                |
| Transversales                                | |                                    |                                                             |                                         |                                    |                |
| Alicante                                     | Villena AV · Albacete - Los Llanos · Cuenca - Fernando Zóbel · Madrid - Chamartín - Clara Campoamor · Segovia - Guiomar · Valladolid - Campo Grande · Palencia · Torrelavega | Santander                          | 1 tren diario por sentido                                   | 7 horas y 38 minutos                    | 7 horas y 38 minutos               |                |
| Alicante                                     | Villena AV · Albacete - Los Llanos · Cuenca - Fernando Zóbel · Madrid - Chamartín - Clara Campoamor · Valladolid - Campo Grande · Palencia · León · Pola de Lena · Mieres · Oviedo | Gijón                              | 1 tren diario por sentido                                   | 6 horas y 57 minutos                    | 6 horas y 57 minutos               |                |

Nota: para ver los servicios del Corredor Mediterráneo véase Renfe Euromed y Renfe Intercity.

## Accidentes e Incidentes de la Serie 730

### Accidente de 2013
El 24 de julio de 2013 un Alvia Serie 730, que hacía el recorrido entre Madrid y Ferrol, descarriló en la curva conocida como «A Grandeira» , situada aproximadamente a unos 3 km de la estación de Santiago de Compostela, debido a un exceso de velocidad y provocando 80 muertos y más de 148 heridos.

### Incidente de abril de 2017
El 5 de abril de 2017, un Alvia Serie 730, que hacía el recorrido entre La Coruña y Metrovalencia, se desconoce su sitio donde ocurrió el accidente, después se desaloja a sus viajeros debido a un gran incendio en uno de los dos generadores diésel del tren.

### Incidente de agosto de 2017
El 12 de agosto de 2017, un Alvia Serie 730, que hacía el recorrido entre Madrid y Ferrol, casi descarrila en la estación de Puebla de Sanabria debido a una avería en la infraestructura que indicaba en todos los sistemas el correcto paso por la vía directa, adecuado para este tren que no para en dicha estación y en cambio, físicamente, la aguja se encontraba orientada hacia la vía desviada. El maquinista logró accionar el freno de emergencia a tiempo frenando el tren lo suficiente como para salvar el cambio de vía a la velocidad a la que circulaba el tren.

### Incidente de 2018
El 1 de julio de 2018, un Alvia Serie 730, que hacía el recorrido entre Madrid y Pontevedra, tenía previsto realizar el cruce con el Alvia inverso Pontevedra - Madrid en la estación de Pedralba de las Praderías ya que la línea Zamora - Orense es de vía única. Debido a un fallo en la señalización, se descoordinaron las señales en la vía que se encontraban en verde, el sistema ASFA que daba indicaciones al maquinista de parada, y la disposición del itinerario del tren que estaba con posición hacia vía desviada en vez de hacia vía directa, fueron razones suficientes para que el maquinista decidiera frenar el tren y esperar las indicaciones del CTC, evitando una colisión frontal con el Alvia inverso.

### Accidente de 2020
El 2 de junio de 2020 una composición de dos Alvia Serie 730, que hacían el recorrido Ferrol - Madrid y Pontevedra - Madrid, descarriló cerca de la base de montaje de la Hiniesta, situada a unos pocos km de la estación de Zamora. El accidente fue provocado por la caída de un coche a la vía, con lo que fallecieron el conductor del vehículo de 89 años y el maquinista en pruebas coruñés Álex Pedreira; además 7 pasajeros resultaron heridos.

## Flota
Los trenes Alvia utilizados pueden ser de tres modelos:
- Serie 120, fabricada por CAF, dispone de 81 plazas de clase preferente y 156 de clase turista. Se compone de 4 coches con tracción distribuida.
- Serie 130, fabricada por Talgo, dispone de 63 plazas de clase preferente y 236 de clase turista. Se compone de una rama Talgo de 11 remolques y dos cabezas motoras.
- Serie 730, fabricada por Talgo, es una modificación de la Serie 130 para convertirlo en un tren híbrido que permite la circulación de las unidades por vías electrificadas o sin electrificar.

Estos trenes realizan el cambio de ancho a una velocidad de hasta 15 km/h, sin necesidad de detenerse. La tecnología de cambio es diferente en Talgo y CAF, por lo que el cambiador debe configurarse según el modelo de tren
| Tren      | Unidades fabricadas          | Unidades en operación                                                               | Fabricantes      |
| --------- | ---------------------------- | ----------------------------------------------------------------------------------- | ---------------- |
| Serie 120 | 28                           | 28                                                                                  | CAF              |
| Serie 130 | 45 (15 convertidas en S-730) | 30                                                                                  | Talgo/Bombardier |
| Serie 730 | 15                           | 14 (la rama 12 fue destruida en el accidente ferroviario de Santiago de Compostela) | Talgo/Bombardier |

## Galería de imágenes

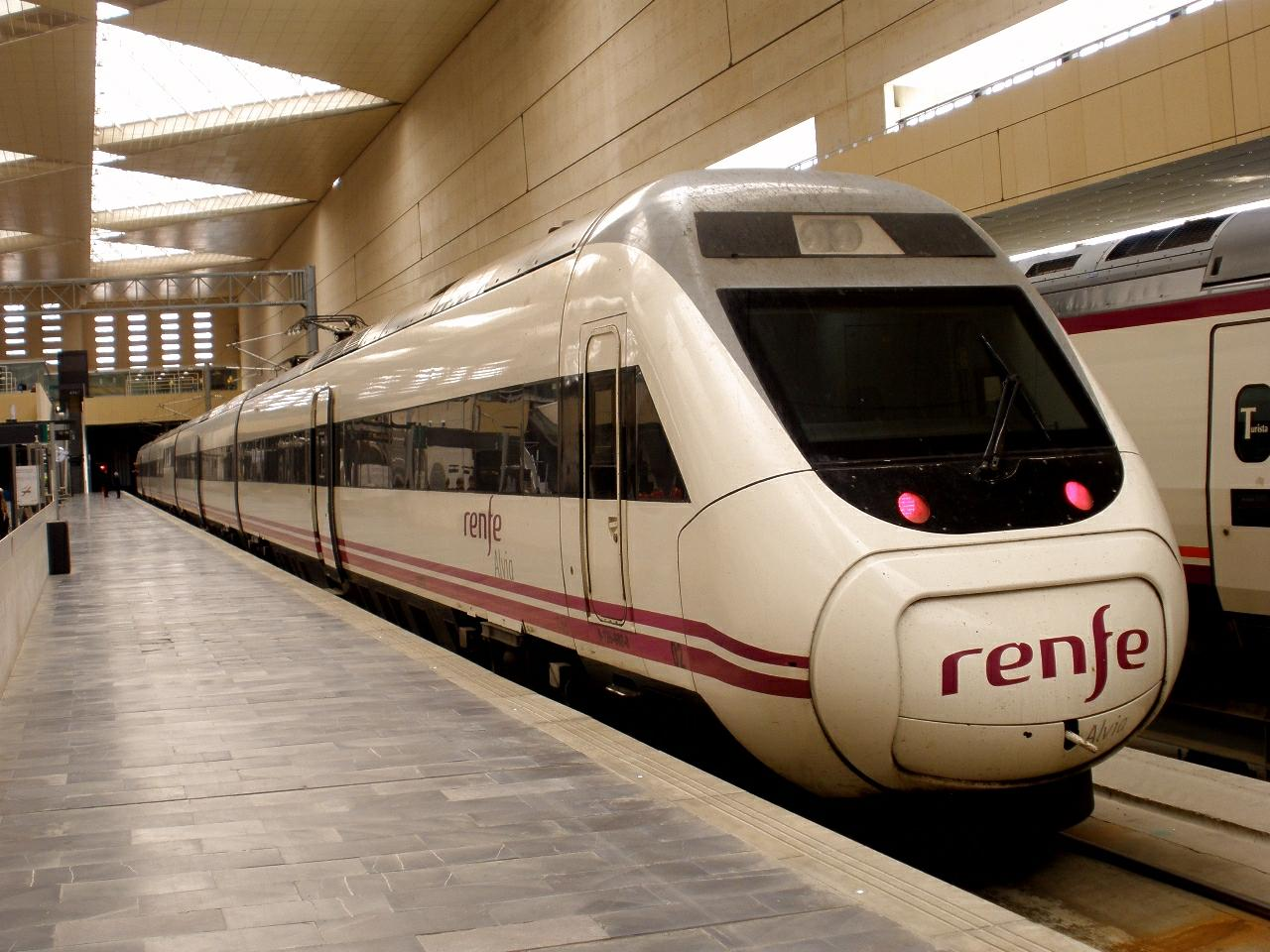
Tren Alvia serie 120 en la estación de Zaragoza-Delicias.
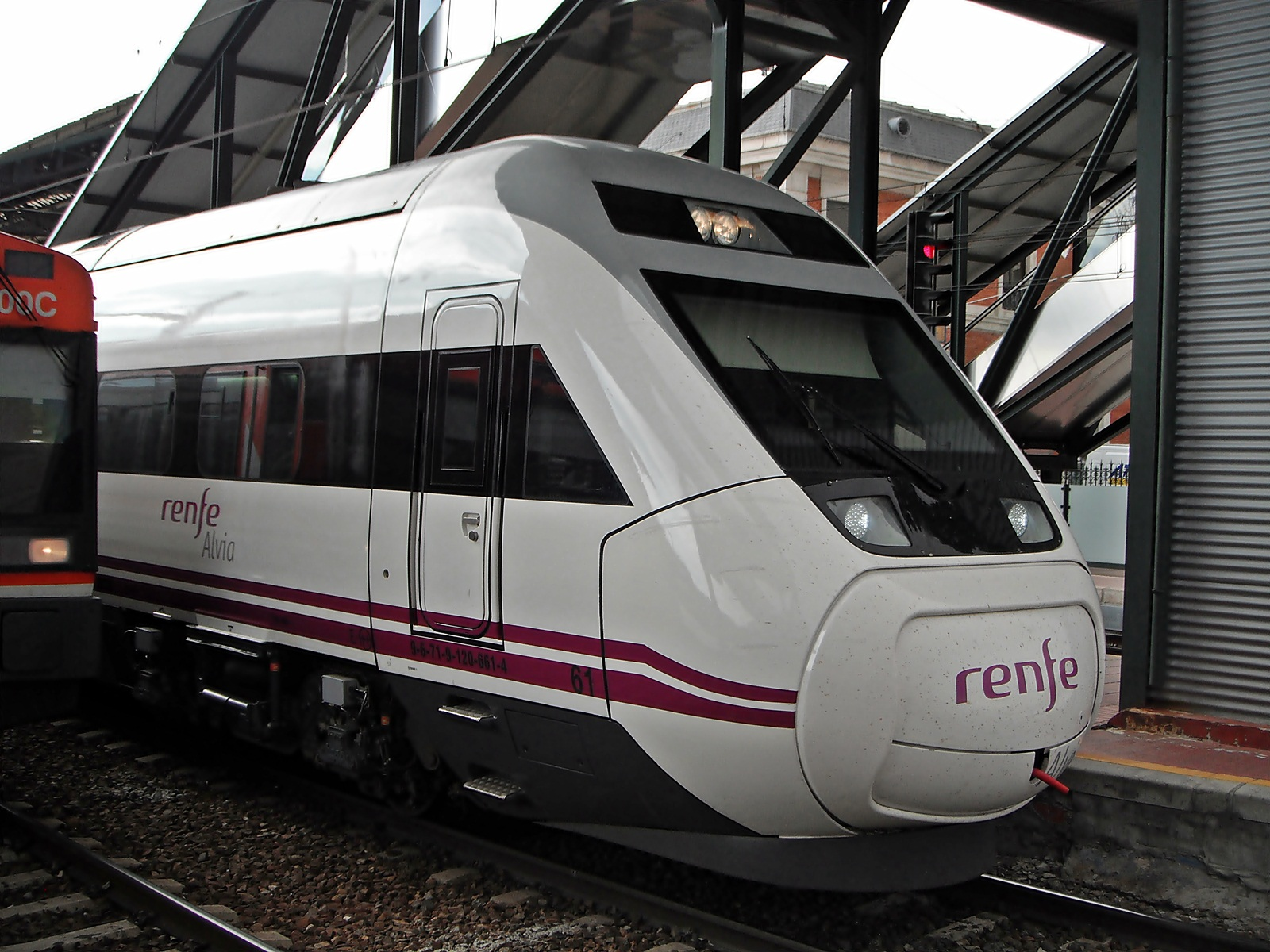
Tren Alvia serie 120.50 en la ruta Madrid - Hendaya.
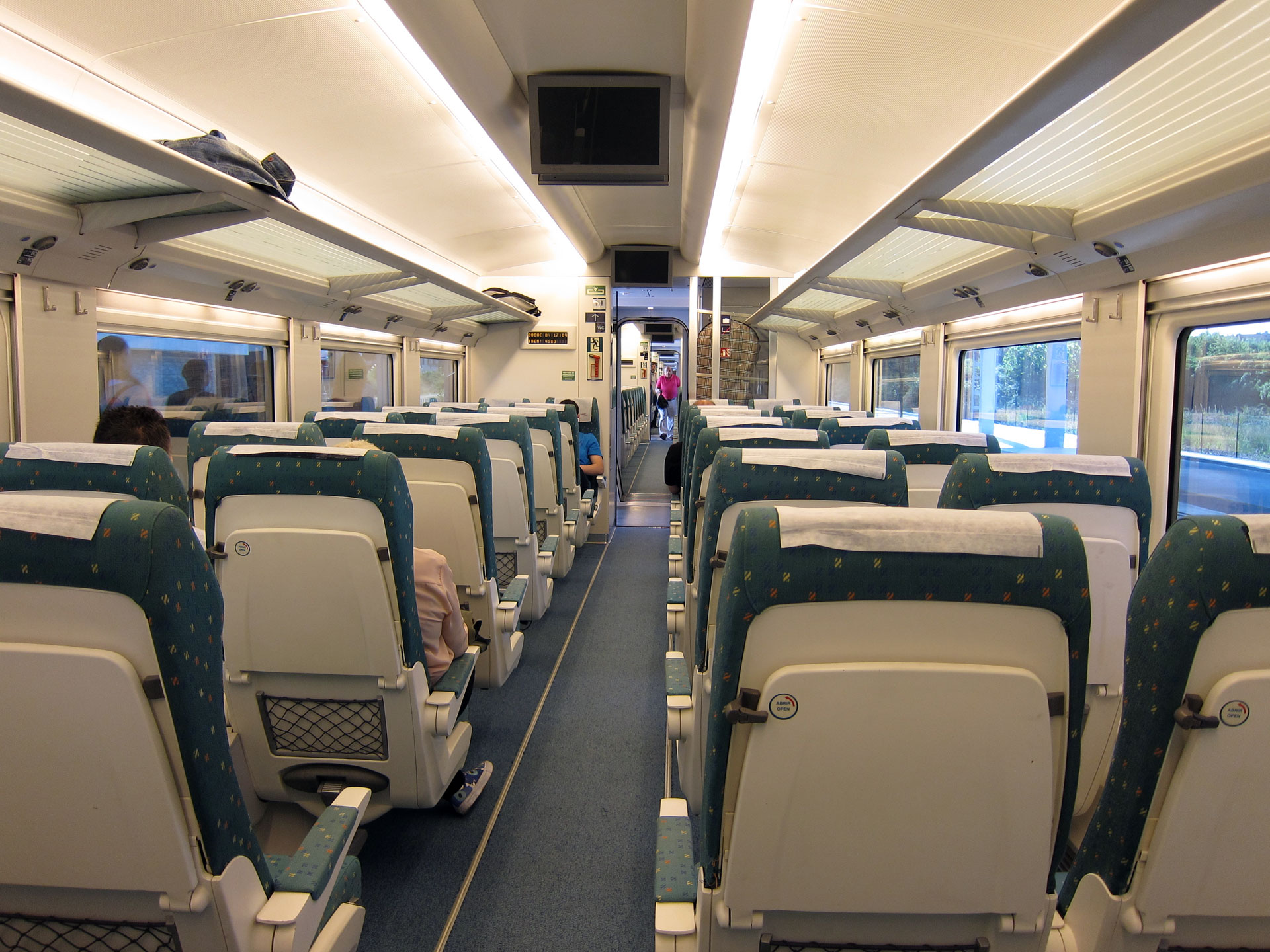
Interior de un tren Alvia serie 120 de Renfe.
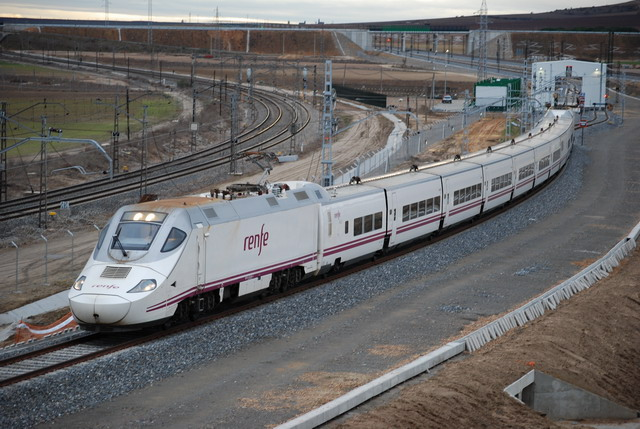
Serie 130 en el cambiador de Valdestillas (Valladolid).
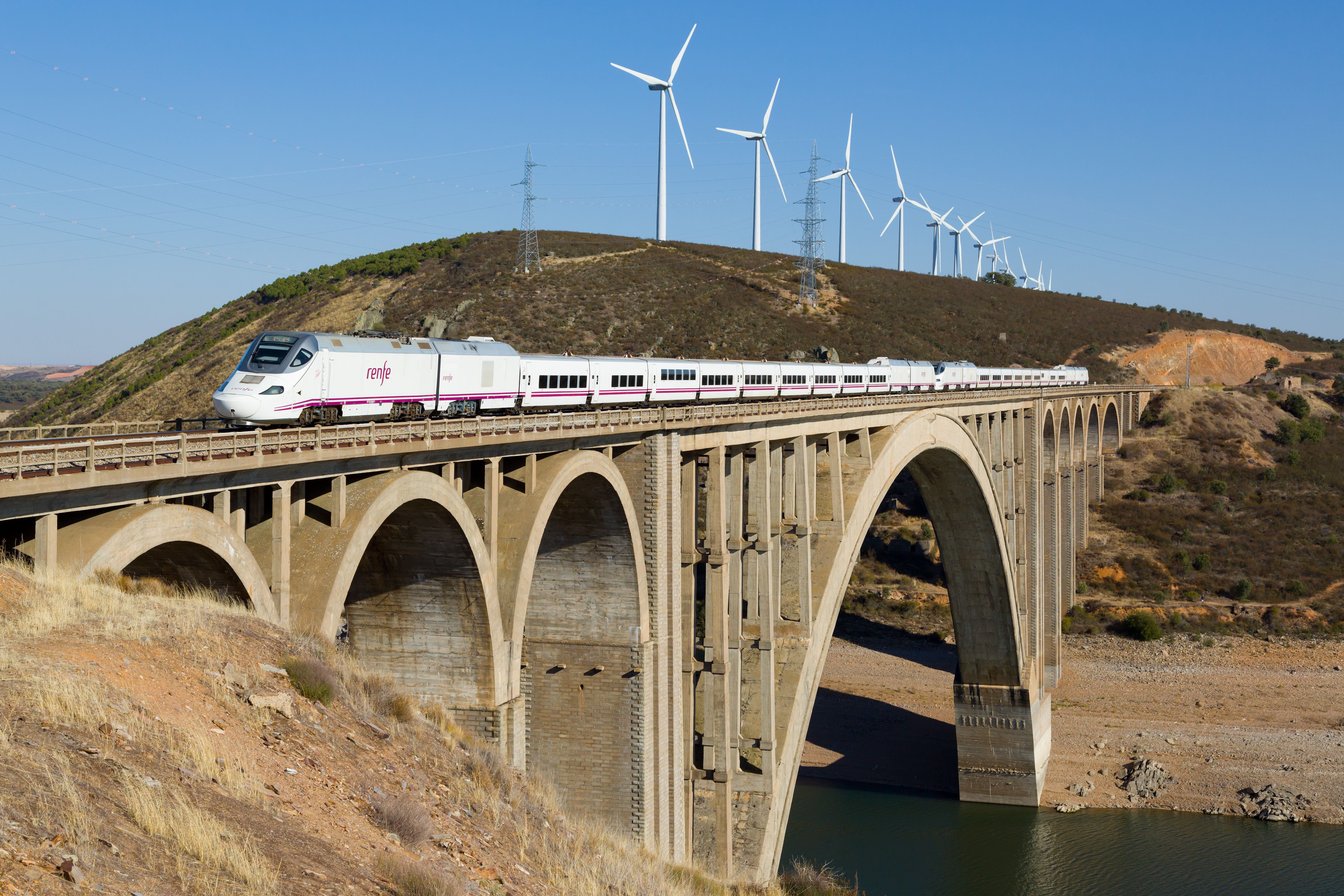
Serie 730 en el Viaducto Martín Gil (Zamora).